# Nancy Carroll
Nancy Carroll, née le 19 novembre 1903 à New York et morte le 6 août 1965 dans la même ville, est une actrice américaine.

## Filmographie
- 1927 : Ladies Must Dress : Mazie
- 1928 : Mon rabbin chez mon curé (Abie's Irish Rose) de Victor Fleming : Rosemary Murphy
- 1928 : Easy Come, Easy Go (en) : Barbara Quayle
- 1928 : Chicken à la King : Maisie Devoe
- 1928 : The Water Hole : Judith Endicott
- 1928 : Manhattan Cocktail de Dorothy Arzner : Babs Clark
- 1928 : Le Rêve immolé (The Shopworn Angel) : Daisy Heath
- 1929 : The Wolf of Wall Street de Rowland V. Lee : Gert
- 1929 : Sin Sister : Pearl
- 1929 : Harmonie (Close Harmony) de John Cromwell et A. Edward Sutherland : Marjorie Merwin
- 1929 : The Dance of Life : Bonny Lee King
- 1929 : Illusion : Claire Jernigan
- 1929 : Grande Chérie (Sweetie), de Frank Tuttle : Barbara Pell
- 1930 : Dangerous Paradise de William A. Wellman : Alma
- 1930 : Honey : Olivia Dangerfield
- 1930 : The Devil's Holiday : Hallie Hobart
- 1930 : Laughter : Peggy Gibson
- 1930 : Follow Thru : Lora Moore
- 1931 : Stolen Heaven de George Abbott : Mary
- 1931 : Night Angel de Edmund Goulding : Yula Martini
- 1931 : Personal Maid de Monta Bell : Nora Ryan
- 1932 : L'Homme que j'ai tué (Broken Lullaby) de Ernst Lubitsch : Fraulein Elsa, la Fiancée de Walter
- 1932 : Wayward (en) d'Edward Sloman : Daisy Frost
- 1932 : Hot Saturday de William A. Seiter : Ruth Brock
- 1932 : Fils de Russie (Scarlet Dawn) de William Dieterle : Tanyusha Krasnoff
- 1932 : Under-Cover Man de James Flood : Lora Madigan
- 1933 : Taxi Girls (Child of Manhattan) d'Edward Buzzell : Madeleine McGonegle
- 1933 : Celle qu'on accuse (The Woman Accused) de Paul Sloane : Glenda O'Brien
- 1933 : Le Baiser devant le miroir  (The Kiss Before the Mirror) de James Whale : Maria Held
- 1933 : I Love That Man de Harry Joe Brown : Grace Clark
- 1934 : Springtime for Henry de Frank Tuttle : Julia Jelliwell
- 1934 : Transatlantic Merry-Go-Round (en) de Benjamin Stoloff : Sally Marsh
- 1934 : Jealousy (en) de Roy William Neill : Josephine 'Jo' Douglas O'Roarke
- 1935 : I'll Love You Always de Leo Bulgakov : Nora Clegg
- 1935 : After the Dance de Leo Bulgakov : Anne Taylor
- 1935 : Atlantic Adventure de Albert S. Rogell : Helen
- 1938 : Cet âge ingrat (That Certain Age) de Edward Ludwig : Grace Bristow
- 1938 : La Pauvre Millionnaire (There Goes My Heart) de Norman Z. McLeod : Dorothy Moore